# Truyền kỳ
Truyền kỳ (em escrita chinesa 傳奇, "transmissão de maravilhas") é um gênero de contos de fantasia vietnamitas. Foi a primeira forma de contos fantásticos da literatura vietnamita, surgindo a partir do século XIV no período medieval do Vietnã. Sua forma teve influências chinesas, com origem no gênero de contos chuanqi, porém o truyền kỳ tem características distintas e desenvolvimento endógeno, com conteúdo adotado do folclore vietnamita local.
Suas marcas são a exaltação da individualidade, interioridade e paixão, em narrativas envolvendo interações sobrenaturais, frequentemente com espíritos, e o amor romântico. Os autores do gênero se articulavam também com noções sociais e religiosas, como do taoismo, budismo e confucionismo, expondo indiretamente críticas ao contexto do regime feudal e de guerras do Vietnã medieval. Seu discurso aludia à libertação frente às contradições da sociedade mundana, da política autoritária e da moral confuciana em crise.
Os principais autores do gênero eram confucianos, porém elaboraram e avançaram alguns antigos conceitos confucianistas, e até mesmo taoistas, que eram alternativos à ortodoxia e convocavam à reclusão para autocultivo e afastamento dos afazeres e posições sociais do mundo. Seus expoentes mais famosos foram Lê Thánh Tông (1442–1497), Nguyễn Dữ (século XVI) e Đoàn Thị Điểm (1705–1749).

## Características
A literatura de truyền kỳ teve ápice no século XV e desenvolveu-se rapidamente nos séculos XVI e XVII. Em uma língua ocidental, o mais extenso estudo sobre esse gênero foi feito por Nam Nguyen, em sua dissertação de 2005.

O crítico literário Lu Xun afirmou em 1959 o impacto dos contos fantásticos chineses no Vietnã e o desenvolvimento característico que o gênero recebeu:
"Por esta razão, o truyền kỳ no Vietnã tem sido bastante completo em termos de conteúdo e também de forma desde que apareceu. Mais importante, o aparecimento e a ascensão repentina ao topo do truyền kỳ no Vietnã foi considerado como o trabalho do crescimento endógeno dos contos estranhos que continham características nacionalistas e eram associados a gêneros narrativos orais e de prosa histórica."
Nunca, porém, foi considerado como um gênero central, mas frequentemente como um subdiscurso que serviu de plataforma a outros gêneros marginais, como o dos contos folclóricos. Os autores de truyền kỳ absorveram os temas folclóricos e os reelaboraram com elevado requinte artístico, em que empregavam os recursos narrativos fantásticos não com finalidade ritualística, mas como um dispositivo literário consciente, que também servia para problematizar as condições socioculturais.
Era um gênero contendo elementos típicos dos "contos estranhos" que se difundiram pelo Sudeste Asiático, envolvendo as coincidências, o sublime, o sobrenatural na arte narrativa, junto com o recurso chamado phi kỳ bất truyền ("não fantástico, não passado pela tradição"). No truyền kỳ, eram somadas noções do imaginário religioso popular, do budismo e do taoismo ao confucionismo, que era uma doutrina que não vinha demonstrando eficácia nos períodos locais de guerra. Com um forte nacionalismo e os matizes budistas e taoistas em seus escritos, formaram uma tendência de discurso anticonfuciano na literatura.
Constitui-se inicialmente como uma literatura de resistência, empregando os contos estranhos para questionar o poder e eventos de seu contexto histórico, gerando uma tendência literária não ortodoxa que difundia consciência política, ao mesmo tempo em que era discreta em apontar tópicos sensíveis. Seu espaço literário combinava ao mesmo tempo um tom niilista sobre as dificuldades da vida real, e uma visão de mundo interconectada, misteriosa e metafísica, com encanto e crenças místicas, herdada do folclore.
Histórias de espíritos e de outros planos são frequentes no gênero: tanto de pessoas que visitam os mundos espirituais, quanto de almas que entram no mundo dos vivos, muitas vezes com um final gracioso, em que se cumpre o que não havia sido realizado no mundo terreno. Era adaptado o esquema de três mundos presente no imaginário religioso e folclórico, e as viagens a outro mundo constituiu um tema principal do truyền kỳ. São frequentemente referidos os mundos terrestres, os mundos inferiores e os mundos superiores celestes, nos quais, em contraste com os anteriores, reina a verdade, alegria e amor na eternidade. Em um dos contos, eles são o destino final do amor imortal, em que um marido com poder sobrenatural chega ao céu junto de sua esposa. Os contos adotam diversos motivos folclóricos conforme o índice de Stith Thompson (motivos F0-F199, "Jornadas a Outro Mundo"). Era refletido no truyền kỳ um desejo de utopia e transformação da sociedade.
O maior representante desse discurso foi Nguyễn Dữ, que escreveu Truyền kỳ mạn lục ("Contos fantásticos de notas espalhadas") entre 1509 e 1547. Foi a única obra dele, contendo 20 contos divididos em 4 livros. Nguyễn Dữ era um literato que abandonou seu cargo de mandarim e tornou-se recluso para cuidar de sua mãe idosa. Em seus contos, a solução extrema apresentada frente aos problemas da sociedade seria escapar para um outro mundo. Esse era também um recurso utilizado por ele para expressar a única forma que as mulheres conseguiriam atingir felicidade e paz. Assim, o cenário de outro mundo permitiu valores de amor romântico e felicidade familiar, e seus escritos demonstram grande empatia pelos desejos românticos femininos.
A poeta Đoàn Thị Điểm foi autora de Truyền kỳ tân phả ("Nova genealogia de contos fantásticos"), consistindo de 6 histórias. Todas elas escreviam sobre o tema da reclusão e expressavam vocalmente sobre a autenticidade e conhecimento de si. Seus contos possuem forte derivação e associação com folclore. Đoàn Thị Điểm apresentava também um discurso de libertação através de suas personagens, que representavam o sucesso das mulheres no ambiente competitivo de domínio predominantemente masculino.
Outros expoentes dos séculos XVIII e XIX foram Vũ Trinh, com sua coletânea Lan trì kiến văn lục, e Phạm Đình Hổ. Lê Thánh Tông (século XV) também é incluído, que escreveu Thánh Tông Di Thảo.

### Amor
Estudiosos descrevem que as narrativas de truyền kỳ exaltam de maneira inovadora a liberdade na escolha de amor entre homem e mulher, em contraste à ortodoxia confuciana medieval. Uma característica do truyền kỳ é que nessas histórias do sobrenatural se encontram muito presentes as paixões e a sexualidade, que eram ausentes na literatura medieval convencional, mas muito presentes na cultura popular, como em festivais, folclore e na crença de yoni-linga.
Em suas histórias de fantasmas de pessoas comuns, é apresentado como suas simpatias sexuais e paixões serviam de escape da vida cotidiana e como forma de ruptura às normas feudais. Muitas vezes, as figuras de fantasmas femininos aparecem nos contos seduzindo ou despertando aspirações instintivas. A paixão sexual e a liberdade de escolha amorosa individual eram descritas, porém, com um teor exaltado de amor romântico e iluminado. Torna-se, assim, frequente a combinação das histórias de jornada ao outro mundo com o tema do amor.
O amor romântico era apresentado como uma motivação e um meio de salvação às almas penadas. Ele reconciliava os diferentes mundos, tanto sociais, quanto metafísicos. O confucionismo tinha elementos repressivos, e a rebeldia podia ser expressada na arte e literatura por meio do amor e da sexualidade. Os autores de truyền kỳ forneciam algumas mensagens de moral e educação contra a depravação do desejo sexual, seguindo também ensinos confucianos, porém ao mesmo tempo suas narrativas criavam um espaço privado para compartilhar o livre fluxo de emoções e a indignação frente às condições desfavoráveis. Se por um lado criticavam em algum ponto os excessos do amor, por outro, de forma camuflada, pareciam louvar a livre escolha e reciprocidade sexual. A livre escolha amorosa era característica do lingaísmo e dos ritos de fertilidade agrários da cultura popular, com a qual os autores tinham muito contato e dela receberam influências. Eram, porém, considerados costumes profanos pelas dinastias feudais, que forçavam as pessoas a abandonarem esses ritos festivos. Esses literatos confucianos escolheram os temas do amor e da paixão como servindo de inspiração à vida e expondo nos truyền kỳ todos os pontos positivos e belos do amor e sexo. É por meio de tal gênero que se inscreve pela primeira vez a apresentação dicotômica da sexualidade na literatura vietnamita, em que ela se constitui como uma fonte de vícios, mas também como o ápice da pureza.
Nesses contos, o amor romântico é muito associado à castidade e ao conceito cármico de amores predestinados (duyên), de outras vidas; em alguns deles, mesmo após tragédias do falecimento de um dos amantes, o par não se casa novamente, e torna-se possível um reencontro entre o casal, com a alma falecida cruzando o limiar entre a dimensão espiritual e o mundo terreno. Embora seja um conceito budista, carma era um parte do repertório cultural vietnamita e o carma amoroso que une amantes entre várias vidas (ou entre os vivos e os mortos) aparece em histórias de truyền kỳ de forma positiva e desejável, com um enquadre neoconfuciano ou taoista.
Em um conto (Bích Câu kỳ ngộ, "O Maravilhoso Encontro no Riacho de Jaspe"), a poeta Đoàn Thị Điểm compara a experiência de um vínculo de amor não realizado e do anseio gerado pela separação de um duyên como sendo análoga à busca taoista de transcendência, em que se ascende dos vínculos terrenos ao reino celeste. A relação romântica de um vínculo profundo (referida como aquela do tipo estabelecido com "uma pessoa que me conhece", tri kỷ, 知己) torna-se soteriológica. Em uma noção que não é ortodoxa do conceito cármico do budismo, a poeta ilustra como a impermanência do mundo torna-se base para inflamar as paixões e desejo de união do casal de personagens, em que o amor terreno pode levar a um amor transcendente, a ponto de o amor constante de várias vidas ser celebrado como mais precioso que ouro, conforme um verso: "Quão difícil é encontrar uma beleza divina na vida humana! Como se poderia trocar ouro por uma conexão cármica de uma vida passada!".
Nesse conto, o jovem estudioso Tu Uyên se apaixona pelo espírito de uma mulher transcendente, Giáng Kiều, que lhe aparece em ocasiões revelando sua beleza e forma, mas que se esvanece. Ele passa a compor diversos poemas expressando seu sentimento de abandono e anseio por cumprir a conexão cármica de amor. Em situações sobrenaturais, Giáng Kiều se manifesta a Tu Uyên e afirma que não pôde reencarnar junto com ele porque haveria uma grande diferença de idade e ela gostaria de manter seu corpo divino perfeito. "É por causa de uma antiga causa cármica que nos conhecemos. Agora, eu me dignei a vir ao mundo do pó para retomar esses antigos laços cármicos, para me ligar a você novamente e para completar esta dívida inacabada", ela afirmara. Ela então realiza um banquete para o estudante e uma hoste de outros transcendentes celebram a união dos dois. O jovem e o espírito da mulher se retiram à câmara nupcial, onde ela afirma: "A partir desta noite, esta conexão cármica de quinhentos anos com você está resolvida". Ambos passam a conviver alegremente, compondo poesias juntos. Em um dos poemas que a mulher compõe, ela expressa em versos o seu amor como "afeto de três vidas", "sentimento tão profundo que até as divindades são tocadas", "um voto mundano que penetra até o céu".
Após três anos, porém, Tu Uyên torna-se alcoólatra e a mulher espiritual o repreende. Em uma ocasião, ele chega bêbado e, irado, bate nela. Giáng Kiều então lhe diz: "Eu te sirvo há anos, [mas] nossos laços cármicos mundanos terminaram, então devo retornar daqui em diante", abandonando-o. Após um tempo, tendo feito preces por vários dias sem sucesso, Tu Uyên decide se suicidar para reencontrá-la, mas ela então aparece nesse momento junto com outros espíritos e afirma que o havia deixado apenas para que ele transformasse seus hábitos. Há uma reconciliação e, cerca de um ano depois, eles têm um filho. Giáng Kiều descreve a seu marido a impermanência do mundo terreno e Tu Uyên diz que tem dificuldade em conseguir a transcendência. Ela o assegura que irá ajudá-lo nessa jornada e que não lhe será difícil. Tu Uyên passa a adquirir os segredos e mistérios da perfeição; um dia, aparece um portal de nuvens com uma grua branca segurando um livro no bico. Tu Uyên, Giáng Kiều e seu filho sobem nela e desaparecem.
Por outro lado, pode haver também finais tristes, como no Conto de Từ Thức Casando-se com uma Transcendente de Nguyễn Dữ, em que o vínculo cármico de amor pode ser perdido porque o personagem masculino não consegue retornar ao céu, onde se encontra sua amada. Assim, articulam-se conceitos de carma mundano e celeste; o contraste entre família e amor; e a adequação temporal e das vivências de cada tipo de mundo, entre impermanência e permanência.

## Repercussões
O amor romântico estava ganhando corpo como assunto literário por meio das novas tendências levantadas, por exemplo com o poema do século XVI ou XVII Lâm tuyền kỳ ngộ ("Conto Estranho do Jade Precioso"), também conhecido como Bạch Viên Tôn Các. Ele foi provavelmente o primeiro conto em versos (truyền) derivado diretamente de um conto chinês da dinastia Tang, porém modificado com inovações e elementos vietnamitas.
A literatura nôm em geral adquiriu essas características de incitar um novo espírito nacional, com temas baseados em valores populares, enquanto a elite tonquinesa e a ortodoxia confuciana oficial estavam desacreditadas com as guerras, miséria e outras crises sociais. A Dinastia Trịnh chegou a ponto de emitir uma proibição em 1663, que baniu "contos em língua nacional e poemas e músicas cheias de palavras obscenas", além de livros "supersticiosos" relacionados ao taoismo e budismo. Continuaram, entretanto, sendo muito populares, pois a proibição repetiu-se no século XVIII. As virtudes da vida de eremita, por exemplo, continuou sendo um dos grandes temas correntes.